# Біленьке (Запорізький район)
Біле́ньке — село в Україні, адміністративний центр Біленьківської сільської громади Запорізькому районі Запорізької області. Населення — 4976 осіб. До 2016 року орган місцевого самоврядування — Біленьківська сільська рада.

## Географія
Село Біленьке розташоване на правому березі Каховського водосховища (Дніпро), за 25 км на південь від обласного центру, вище течією примикає село Біленьке Перше, нижче течією — село Червонодніпровка (за 7 км). Селом тече струмок із загатою. Через село пролягає автошлях територіального значення Т О080789 (Запоріжжя — Біленьке).

Біленьківські плавні
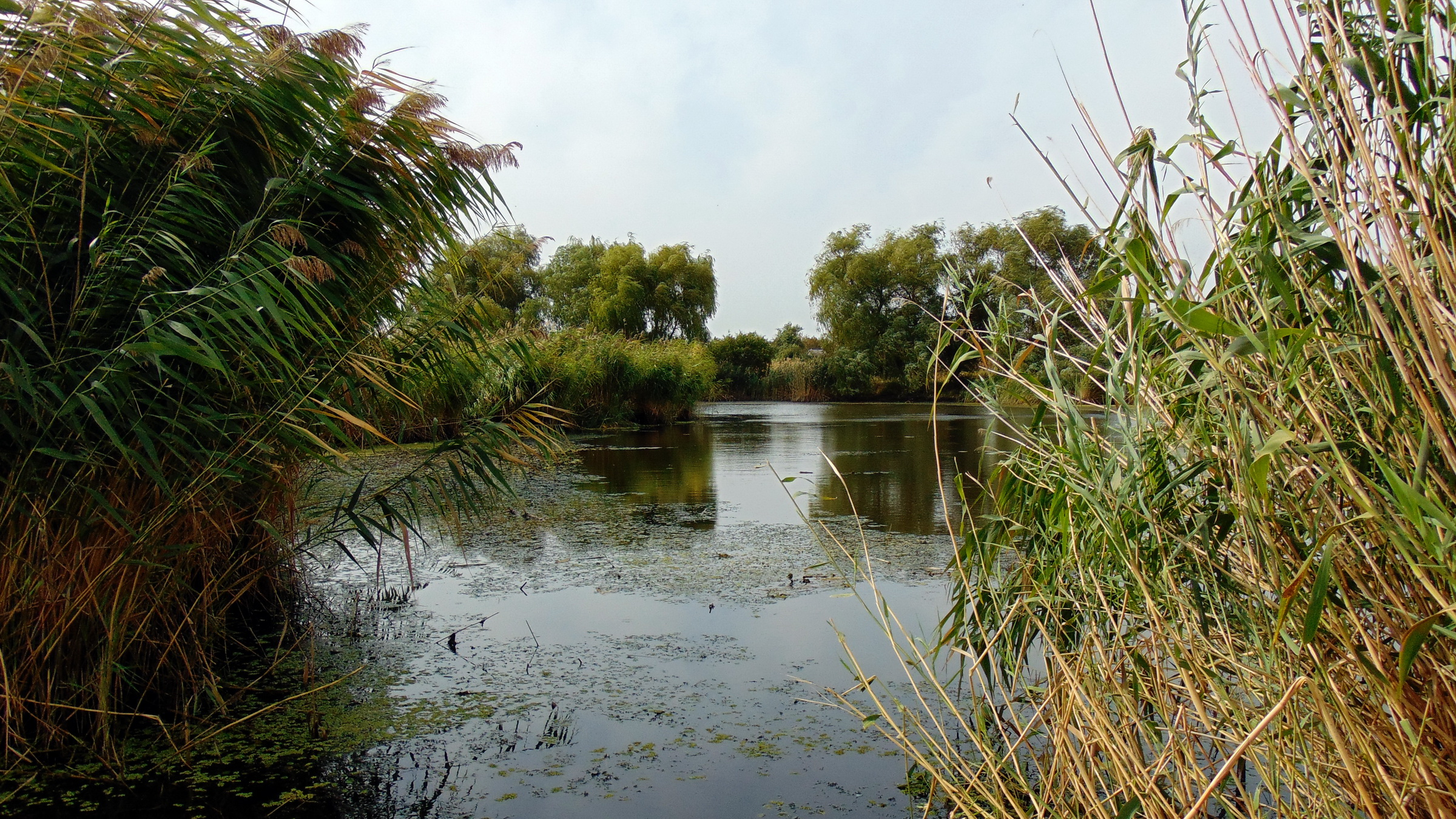
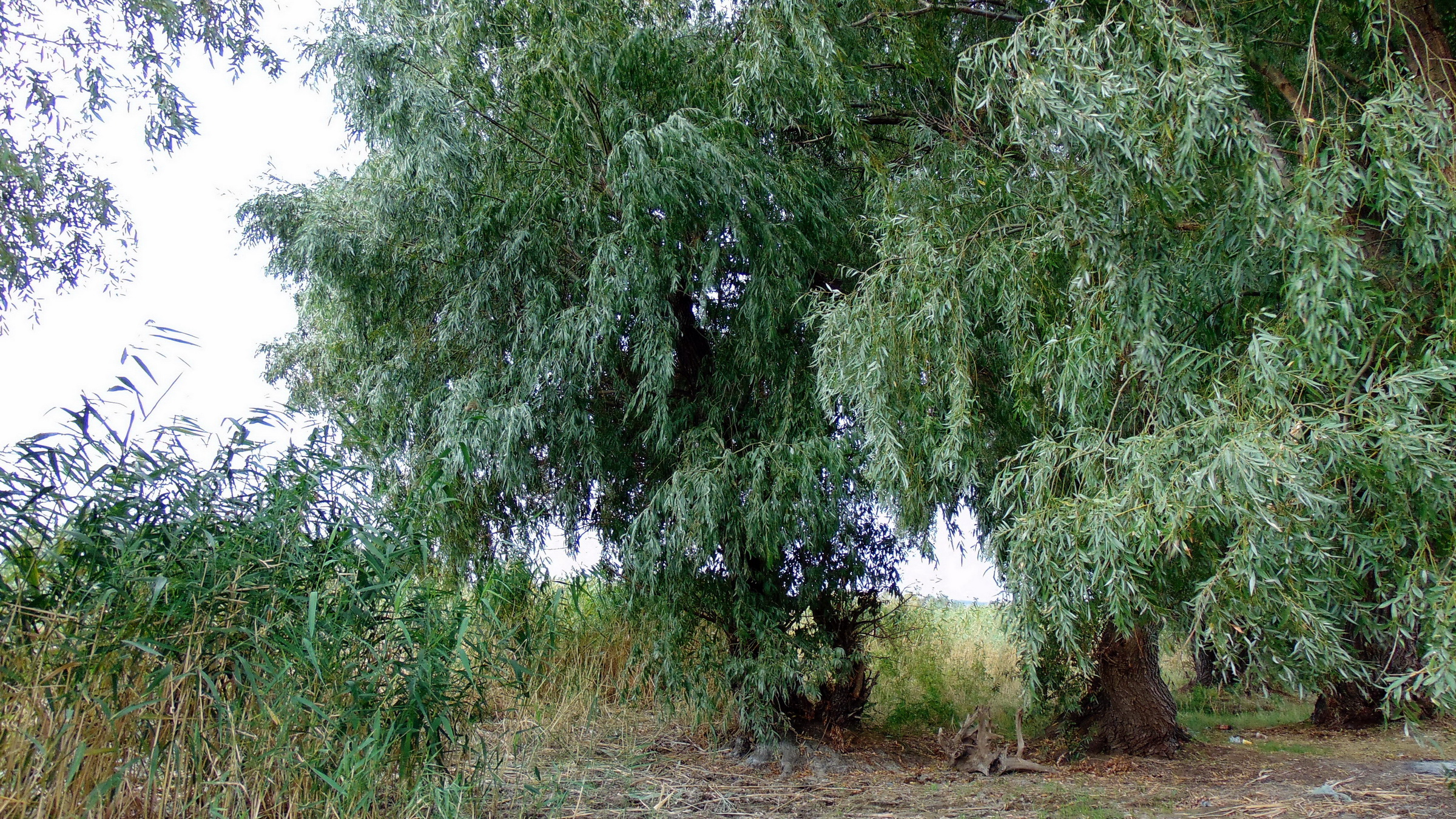
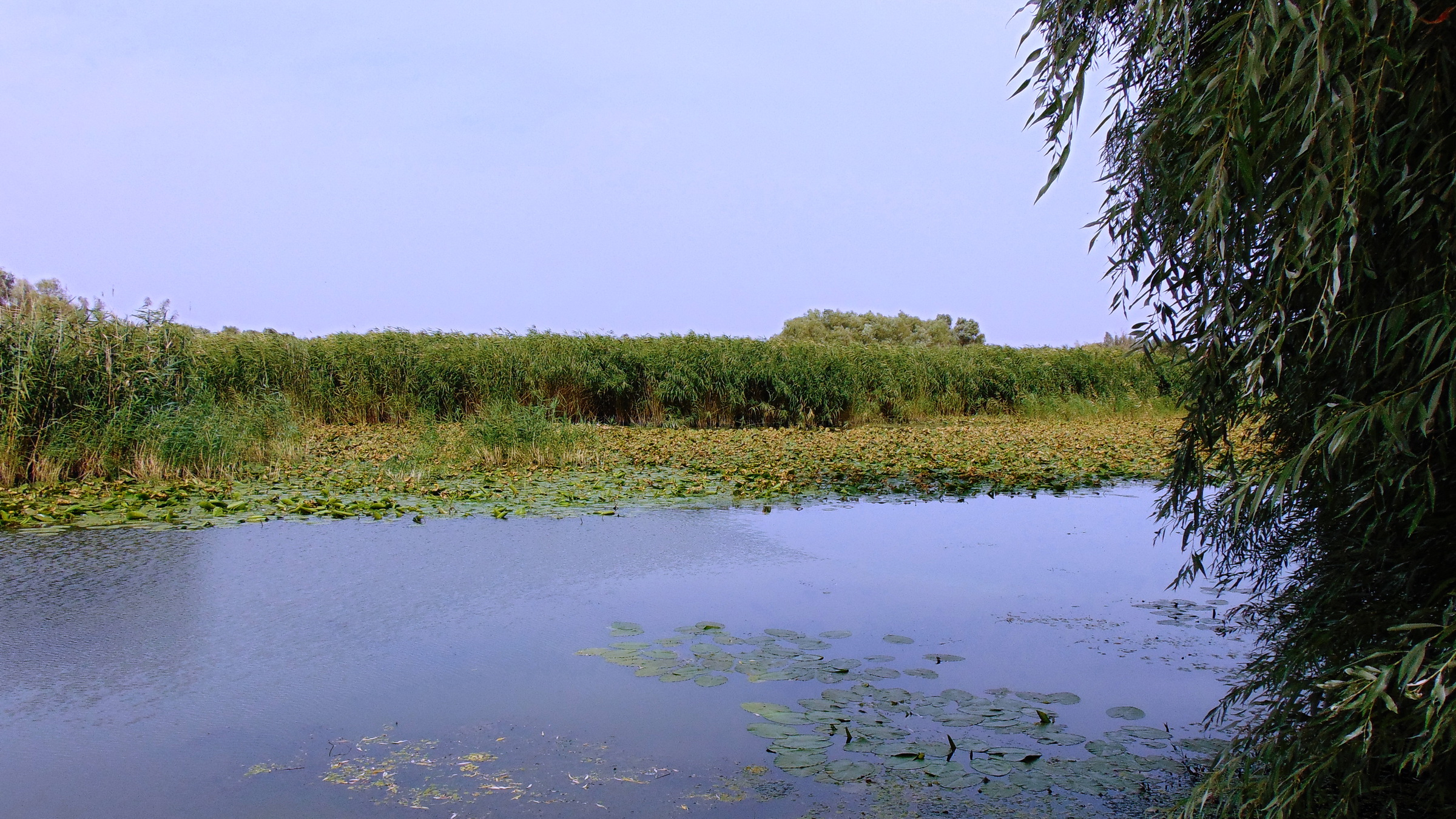
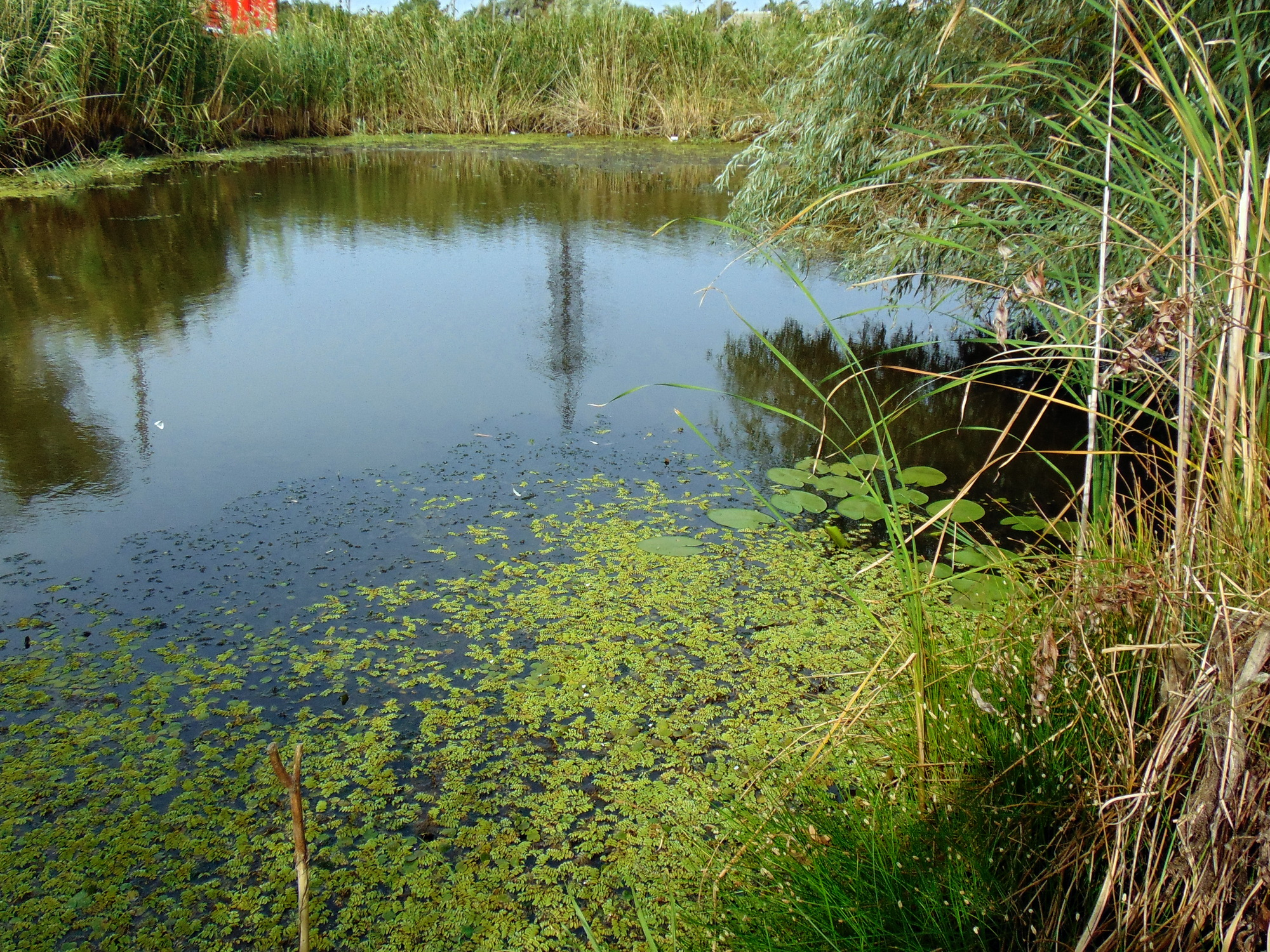
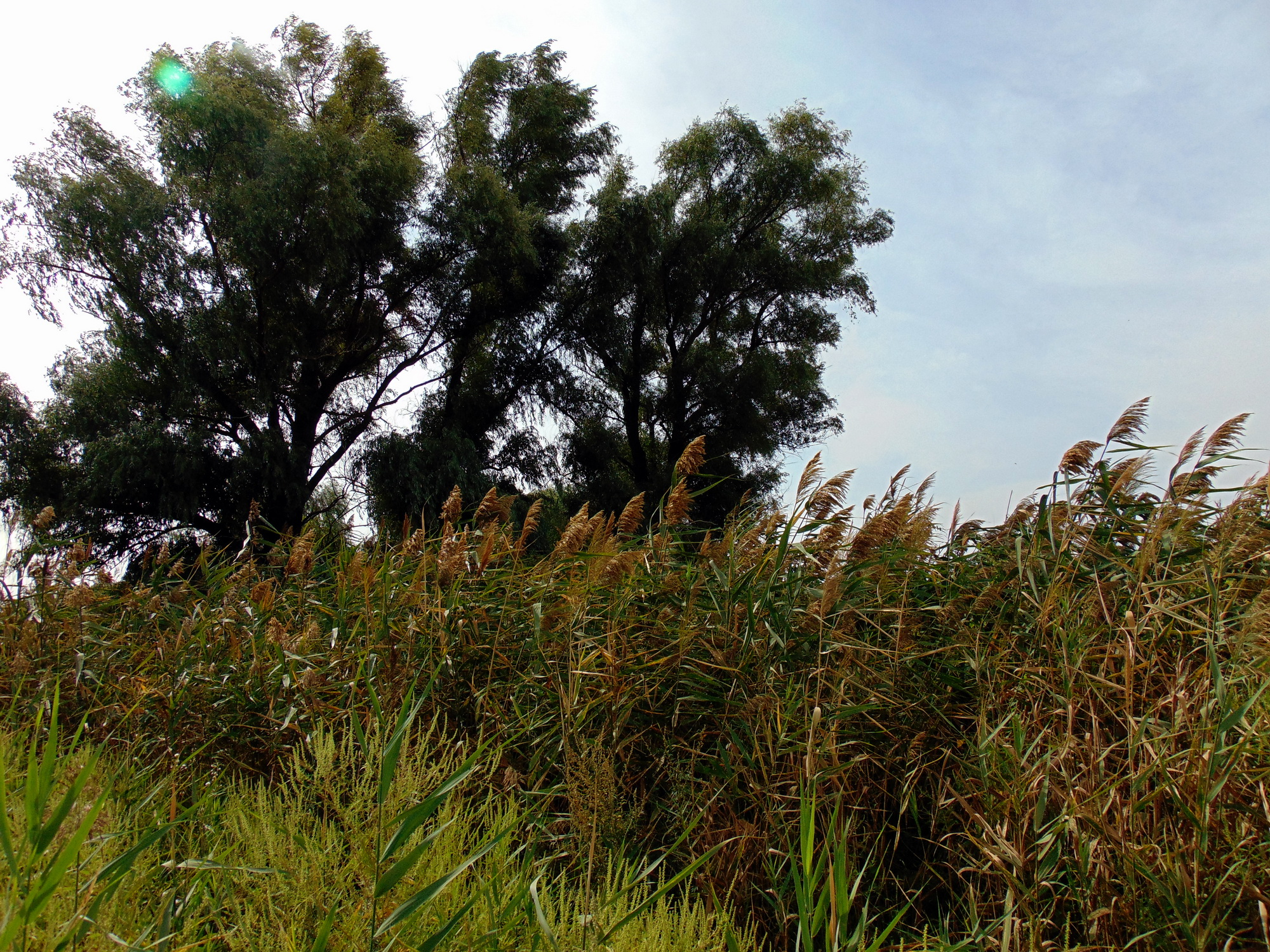

## Історія

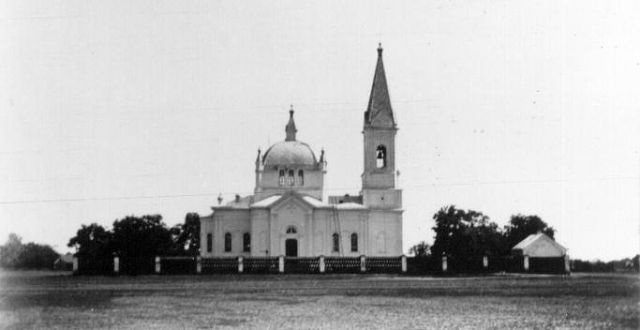
Колишня Свято-Миколаївська церква (друга) на центральному майдані села Біленьке (історична світлина)

На околицях села є декілька курганів, у яких виявлено поховання доби бронзи (II — початок I тисячоліття до н. е.), скіфського часу (V—IV століття до н. е.) та кочівників (X—XII століть н. е.). В одному зі скіфських поховань, у так званій Товстій Могилі, знайдено золоті та срібні прикраси, а також бронзові наконечники стріл.
Село засноване у другій половині XVIII століття поблизу річки Біленької, від якої й пішла назва поселення. Вперше село згадується в документах за 1770 рік, де говориться про розподіл військових повинностей серед запорізького козацтва Давнє козацьке село Біленьке входило до Кодацької паланки.
1780 року землі ліквідованої Запорозької Січі, розташовані навколо Білої гори, Катерина II віддала у рангову дачу генерал-фельдмаршалові графу Каменському. Після розмежування, проведеного 1784 року, за Біленьким записано близько 14 тис. десятин землі. Для їх обробки потрібна була робоча сила, і поміщик купував кріпаків у північних губерніях, переселяючи їх до Біленького. Водночас він скуповував і освоював нові й нові землі, проте невдовзі мав уже 20 тис. десятин.
На початку 1802 року село разом з землями та людьми придбав поміщик Міклашевський (згідно опитування місцевих жителів, проведеного у червні 2002 року Т. Г. Бобко та Н. І. Швайба. Відчуваючи нестачу робочих рук, він купив 495 кріпаків і перевіз їх з Комишів Полтавської губернії до Біленького. Поміщик оселяв на своїх землях також кріпаків-втікачів та козаків, поступово покріпачуючи їх.
Розташоване на мальовничому березі річки Дніпро, село швидко розбудовувалося. Замість однієї вулиці, що була на початку XIX століття, у 1850-х роках з'явилось три — Старий Базар, Озерка та Козача. На цих вулицях стояли здебільшого бідні хати-мазанки під очеретяними стріхами. Проте хати були старанно побілені, віконниці розмальовані рослинним орнаментом, і село мало більш-менш привабливий вигляд. У кожному дворі — вишневі садочки, над якими високо піднімалися могутні крони диких груш. Характерною оздобою кожної хати були рушники, якими прикрашали ікони, вікна чи просто вішали на стінах. Стіл та вербові лави вздовж стін — оце й уся обстановка. Лави служили водночас і ліжком для дорослих, діти ж спали на печі.

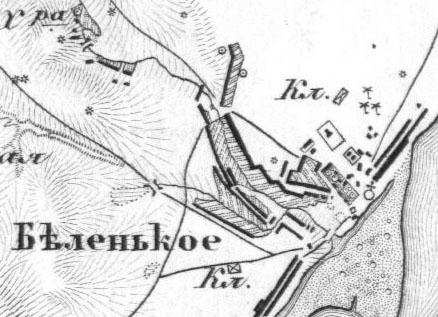
Село Біленьке на фрагменті військово-топографічної мапи (друга половина ХІХ століття)

За даними на 1859 рік у власницькому селі Катеринославського повіту Катеринославської губернії мешкало 1208 осіб (608 чоловічої статі та 600 — жіночої), налічувалось 150 дворових господарств, існували православна церква, училище та 2 заводи.
Станом на 1886 рік у селі, центрі Біленської волості, мешкало 1536 осіб, налічувалось 307 дворових господарств, існували православна церква, школа, земська лікарня, 3 лавки та цегельний завод
За переписом 1897 року кількість мешканців зросла до 3253 осіб (1610 чоловічої статі та 1643 — жіночої), з яких 3221 — православної віри.
У 1908 році населення зросло до 3610 осіб (1823 чоловіки та 1787 — жінок), налічувалось 540 дворових господарств.
7 (20) листопада 1917 року, відповідно до Третього Універсалу Української Центральної Ради, увійшло до складу Української Народної Республіки.
У лютому 2015 року в Біленькому невідомими розтрощено пам'ятник Леніну.
15 липня 2016 року село набуло статусу адміністративного центру Біленьківської сільської громади, шляхом об'єднання Біленьківської, Лисогірської та Мар'ївської сільських рад Запорізького району.
19 липня 2020 року, в результаті адміністративно-територіальної реформи, село у складі новоутвореного Запорізького району.
7 жовтня 2023 року, о 8:00, російські окупанти атакували з РСЗВ касетними снарядами село Біленьке. Внаслідок удару загинула жінка, ще дві людини отримали поранення. Руйнувань зазнали 5 приватних будинків та господарчі будівлі. Станом на 12:00 стало відомо ще про одну загиблу людину, яку знайшли рятувальники під уламками.
28 грудня 2023 року, об 11:40, російські окупанти здійснили обстріл з артилерії берегової лінії річки Дніпро в районі села Біленьке, внаслідок якого загинуло двоє цивільних та троє поранених.
7 березня 2024 року окупанти здійснили артилерійський обстріл села Біленьке. Внаслідок ворожих ударів одна людина отримала поранення.
В ніч проти 29 липня 2025 року російські окупанти атакувала одну з пенітенціарних установ Запорізької області — Біленьківську виправну колонію № 99. Внаслідок обстрілу 17 людей загинули, 44 — госпіталізовані, ще 50 поранених. Близько 100 будинків, два освітні заклади та лікарня пошкоджені внаслідок авіаобстрілу.

## Населення

### Мова
Розподіл населення за рідною мовою за даними перепису 2001 року:
| Мова            | Кількість | Відсоток |
| --------------- | --------- | -------- |
| українська      | 4175      | 83,9 %   |
| російська       | 766       | 15,4 %   |
| вірменська      | 2         | 0,04 %   |
| грецька         | 1         | 0,02 %   |
| угорська        | 1         | 0,02 %   |
| інші/не вказали | 31        | 0,62 %   |
| Всього          | 4976      | 100 %    |

## Економіка
- Перевантажувальний термінал ТОВ СП «Нібулон»

15 червня 2017 року за участі прем'єр-міністра України відбулося урочисте відкриття нового перевантажувального термінала компанії «Нібулон». Вартість будівництва комплексу становила близько 500 млн гривень. Перевантажувальний термінал для зернових та олійних культур філії «Хортиця» в Запорізькій області побудовано за рахунок коштів Європейського інвестиційного банку.
Побудоване підприємство в Запорізькій області оснащено найсучаснішим обладнанням від провідних світових виробників, зокрема Іспанії (SYMAGA SA), Великої Британії (TELESTACK Ltd.), Швейцарії (BUHLER GmBh), США Mathews Company, Литви (UAB Liucija), Данії (Cimbria Unigrain A/S, FOSS ANALYTICAL AB), Німеччині (PFEUFFER GmbH), Нідерландів (Precia SA) тощо.
Обсяг зберігання зерна в терміналі — 77 тис. тонн, добова потужність сушарок складає 4 тис. тонн, добова потужність по відвантаженню на водний транспорт — 12 тис. тонн. Загальна потужність комплексу з відвантаження — 716,8 тис. тонн/рік.
Перевантажувальний термінал ТОВ СП «Нібулон» в Біленькому забезпечує робочими місцями близько 120 осіб, а також значно скорочує витрати сільгосптоваровиробників області на транспортування вирощеної продукції. Завдяки роботі цього підприємства плече доставки сільськогосподарської продукції скорочується в 3-4 рази (не потрібно буде возити продукцію на відстань 300—400 км) і зникне необхідність аграріям використовувати великовантажні автомобілі. Це дозволить також і розвантажити автошляхи на 12,5 тис. вантажівок.
Через місяць з початку роботи перевантажувального терміналу було відвантажено понад 5 тисяч тонн зерна.
- «Теплиця-агро», ПП.
- «Бліц», ТОВ.
- «Бакай-агро», ТОВ.
- Біленьківська виправна колонія № 99.

## Об'єкти соціальної сфери
- Школа.
- Вечірня школа.
- Будинок культури.
- Біленьківська дільнична лікарня.
- Біленьківська музична школа.

## Особистості
Уродженці села:
- Василенко Андрій Овер'янович (1891—1963) — український учений у галузях землеробської (сільськогосподарської) механіки та сільськогосподарського машинобудування, академік Академії наук Української РСР.
- Максименко Федір Пилипович (1896—1983) — бібліограф-енциклопедист.
- Мариничева Олена Владиславівна (нар. 1954) — російська перекладачка і журналістка
- Хижняк Андрій Андрійович (1915—1990) — український географ, педагог.

## Галерея

Околиці села Біленького
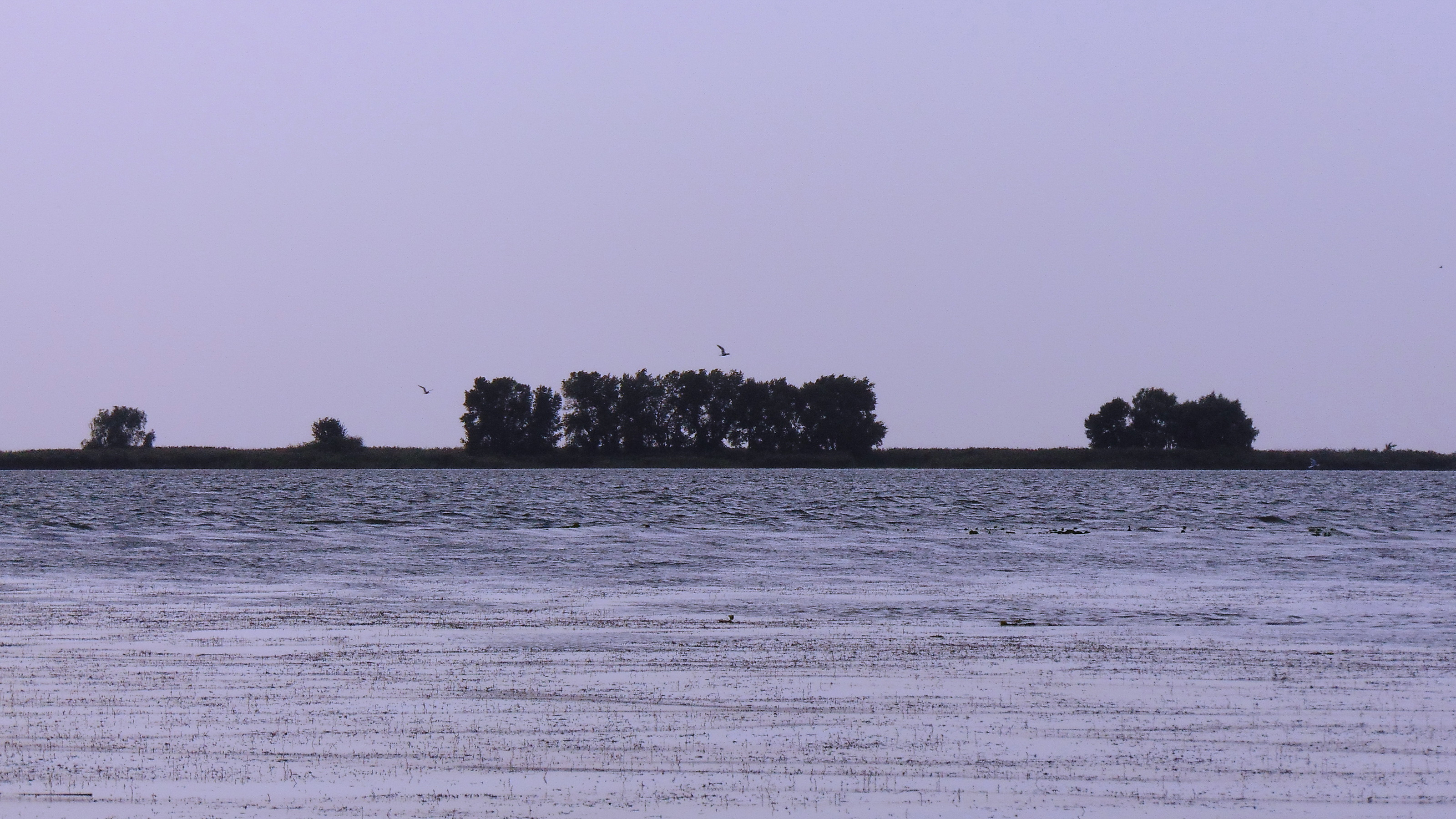
Біленьківський архіпелаг (Великолузькі плавні)
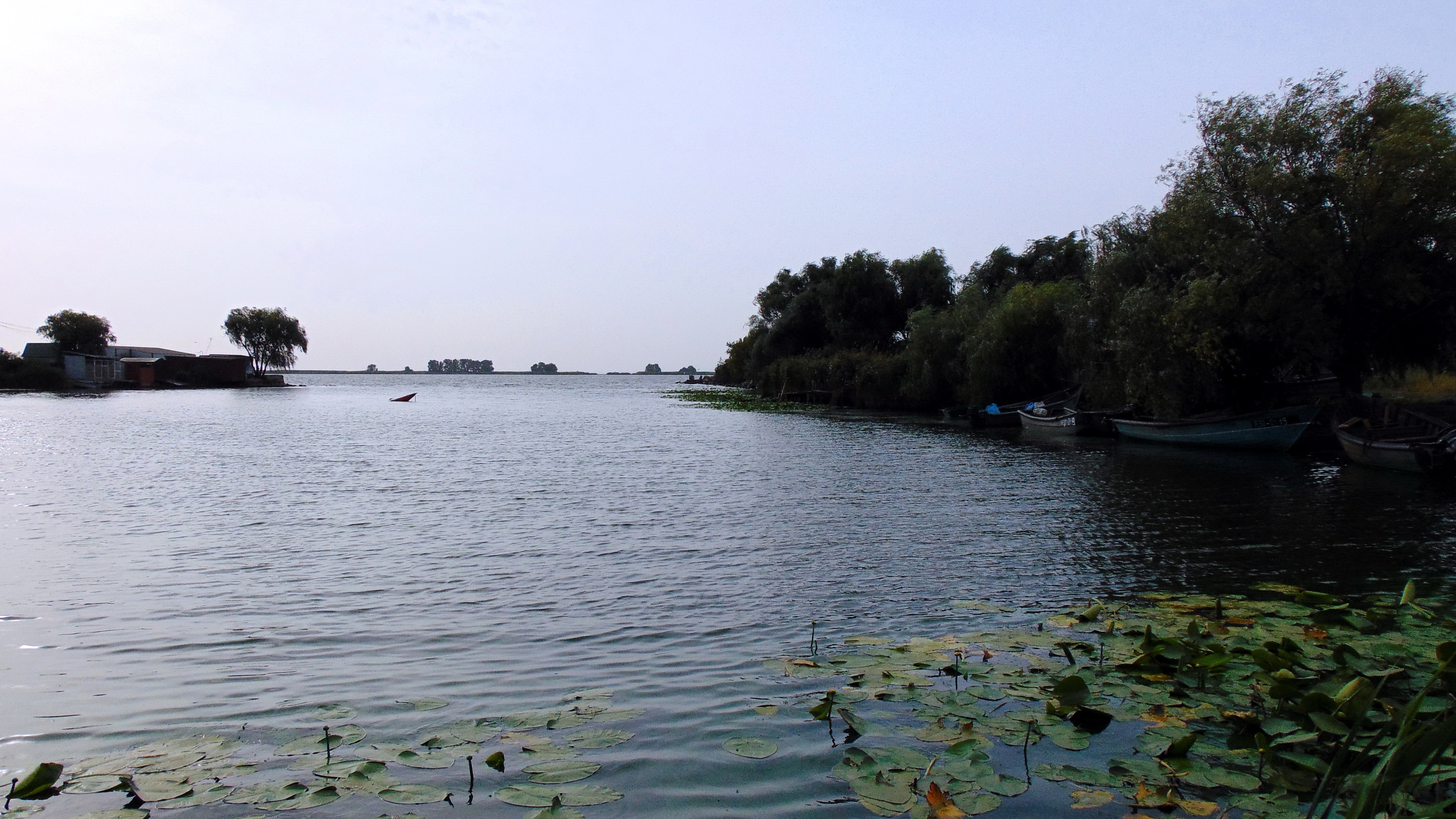
Рибацька бухта
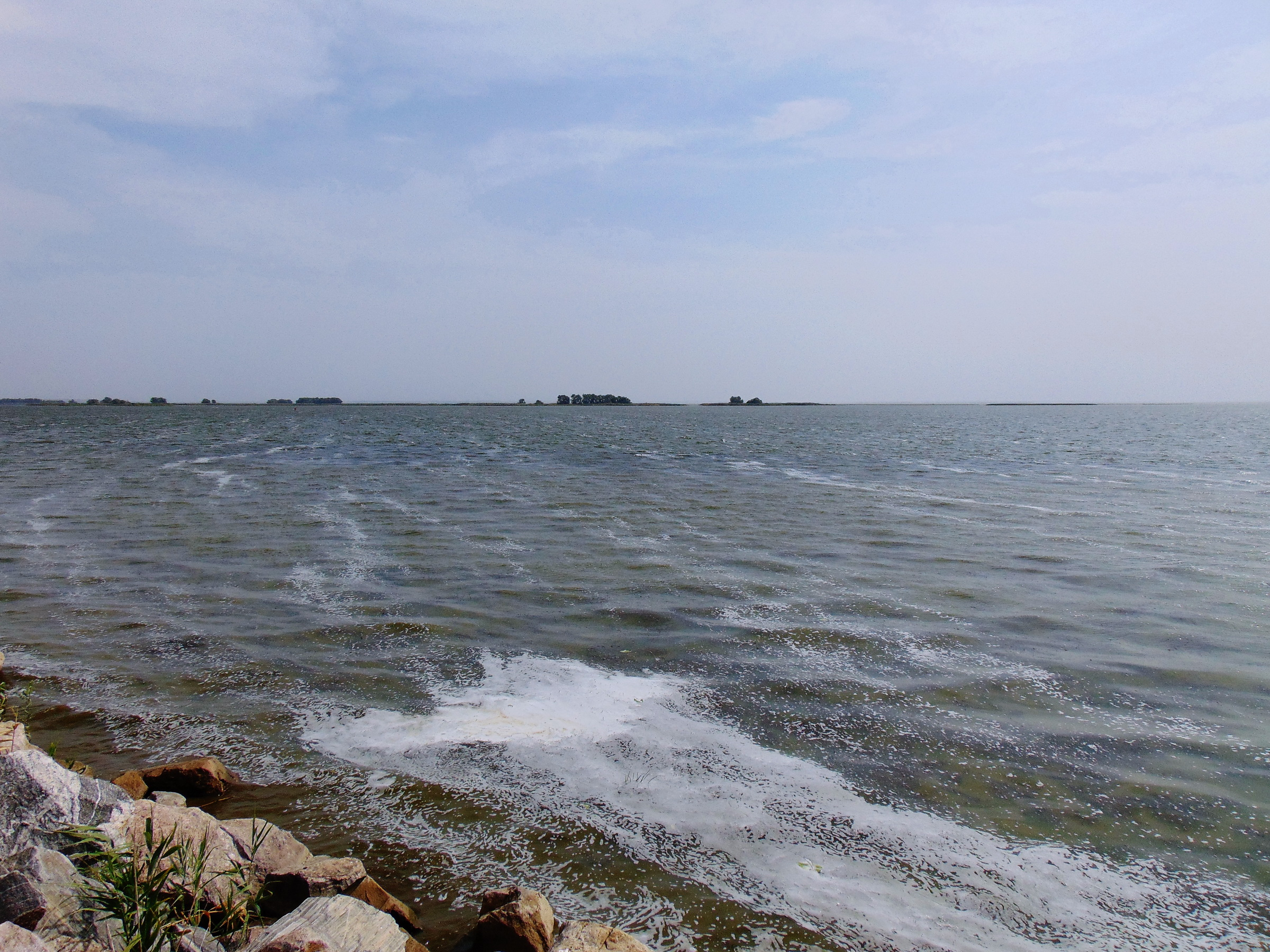
Каховське водосховище
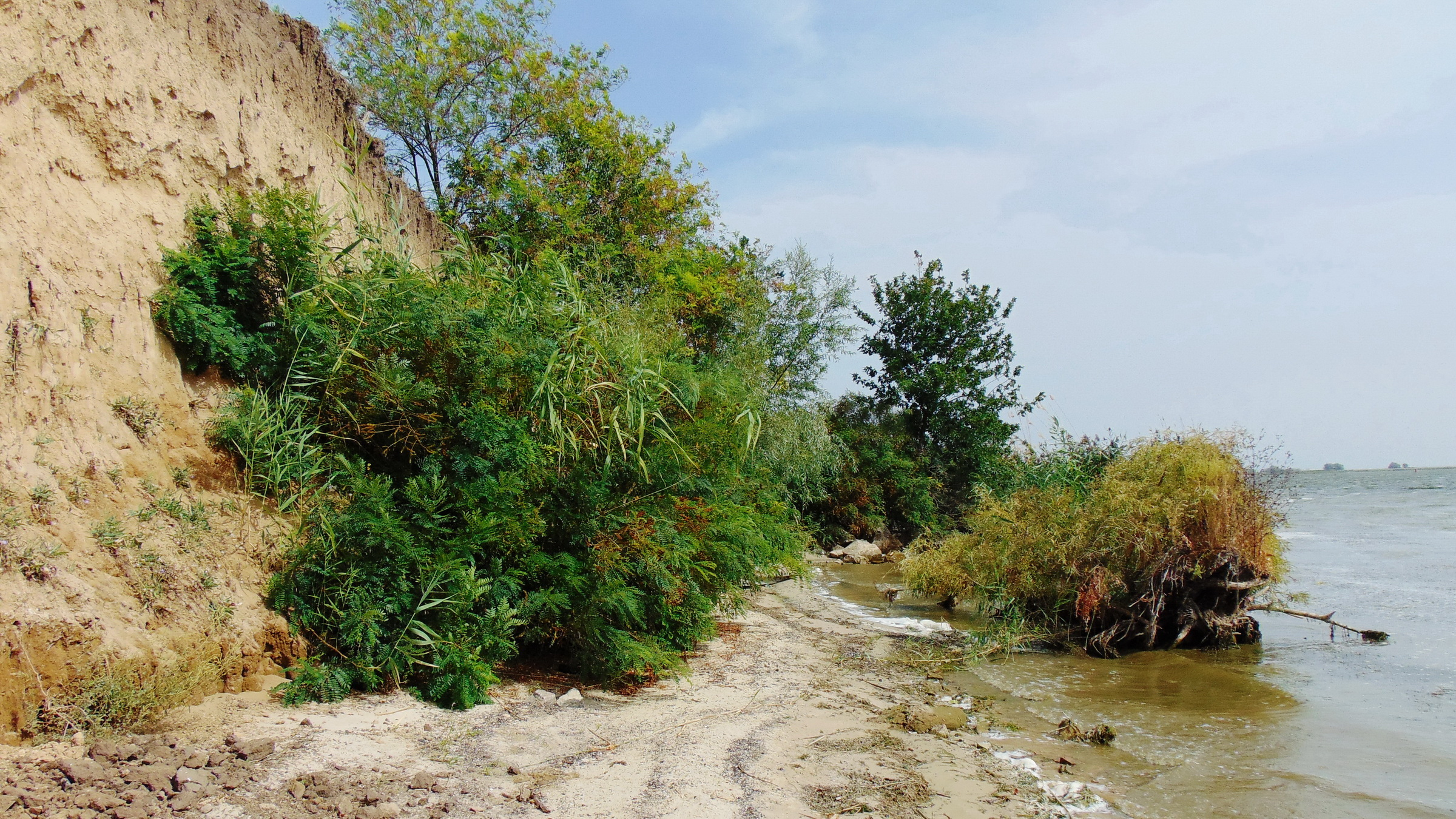
Околиця Біленького
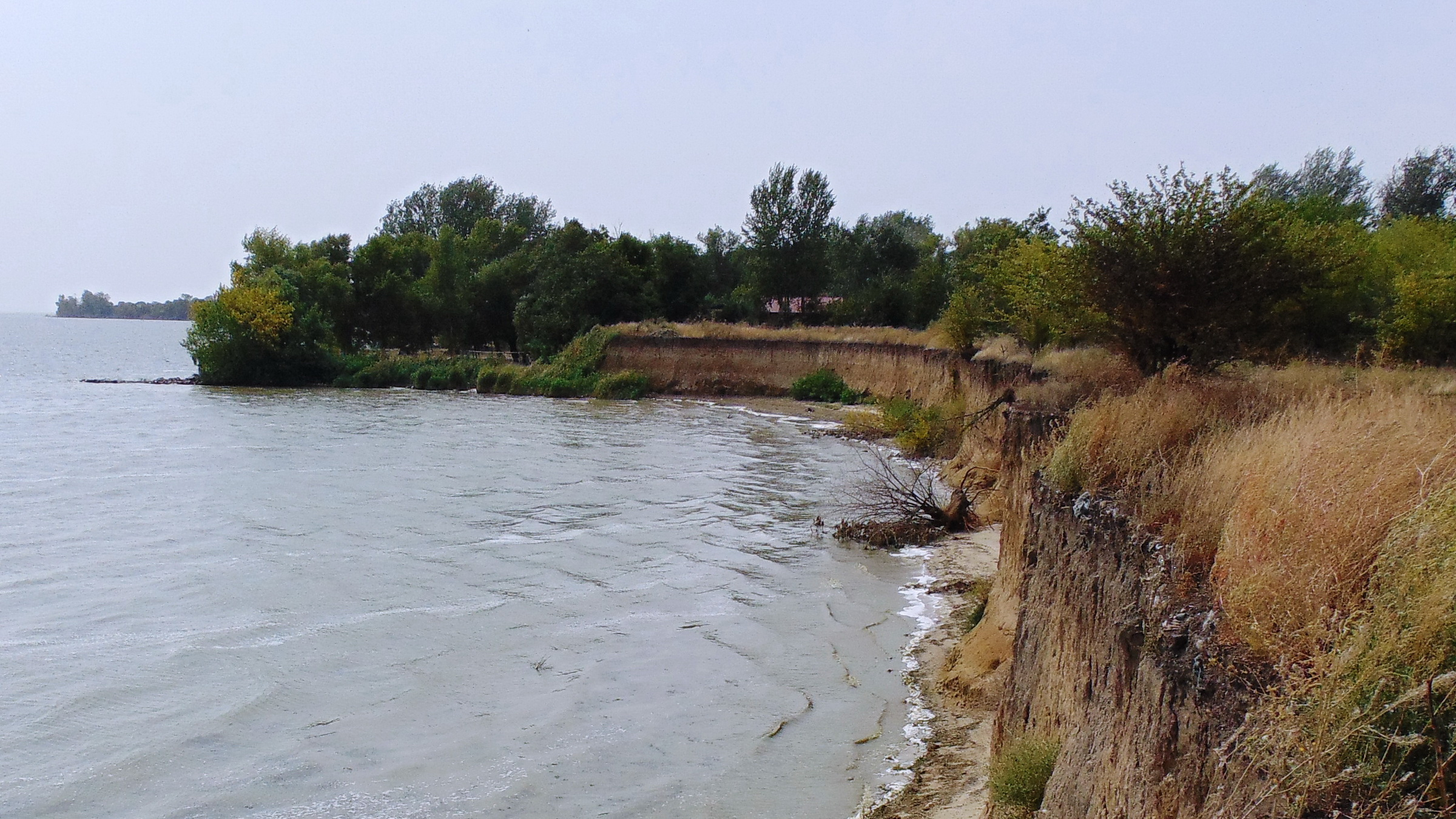
Узбережжя Каховського водосховища